# Алленвуд (Пенсільванія)
Алленвуд (англ. Allenwood) — переписна місцевість (CDP) в США, в окрузі Юніон штату Пенсільванія. Населення — 334 особи (2020).

## Географія
Алленвуд розташований за координатами 41°6′29″ пн. ш. 76°53′53″ зх. д. / 41.10806° пн. ш. 76.89806° зх. д. (41.108096, -76.898157). За даними Бюро перепису населення США в 2010 році переписна місцевість мала площу 1,52 км², уся площа — суходіл.

## Демографія
Згідно з переписом 2010 року, у переписній місцевості мешкала 321 особа в 137 домогосподарствах у складі 91 родини. Густота населення становила 211 осіб/км². Було 155 помешкань (102/км²).
Расовий склад населення:
| - 95,0 % — білих - 4,4 % — чорних або афроамериканців - 0,3 % — азіатів |

До двох чи більше рас належало 0,0 %. Частка іспаномовних становила 1,2 % від усіх жителів.
За віковим діапазоном населення розподілялося таким чином: 20,6 % — особи молодші 18 років, 58,5 % — особи у віці 18—64 років, 20,9 % — особи у віці 65 років та старші. Медіана віку мешканця становила 44,7 року. На 100 осіб жіночої статі у переписній місцевості припадало 94,5 чоловіків; на 100 жінок у віці від 18 років та старших — 90,3 чоловіків також старших 18 років.
Середній дохід на одне домашнє господарство становив 55 351 долар США (медіана — 48 654), а середній дохід на одну сім'ю — 54 005 доларів (медіана — 51 042). За межею бідності перебувало 16,0 % осіб, у тому числі 27,2 % дітей у віці до 18 років та 2,7 % осіб у віці 65 років та старших.
Цивільне працевлаштоване населення становило 208 осіб. Основні галузі зайнятості: освіта, охорона здоров'я та соціальна допомога — 27,9 %, мистецтво, розваги та відпочинок — 14,9 %, роздрібна торгівля — 9,6 %, будівництво — 8,2 %.